# Lenguas de Francia

Mapa de las lenguas regionales de Francia y Bélgica.

Las lenguas de Francia comprenden las lenguas habladas por la población que reside en territorio francés, es decir, el territorio de la Francia metropolitana y los territorios políticamente dependientes. Junto con el francés que es oficial en todo el territorio francés, y hablado por la práctica totalidad de la población, existen lenguas regionales autóctonas cuyo ámbito es regional. A estas lenguas debe sumarse la existencia de lenguas alóctonas habladas por grupos de inmigrantes de otros países, cuya distribución es nula tendiendo a ser mayor en las ciudades.

## Lenguas de Francia

### Francia continental y Córcega
Junto con el francés en Francia continental se hablan otras lenguas europeas, dichas lenguas se adscriben a tres subfamilias indoeuropeas y una familia no indoeuropea:
- Lenguas indoeuropeas
  - Lenguas romances, forman la mayor parte de las lenguas del territorio histórico de Francia continental e incluyen lenguas de dos subgrupos romances:
    - lenguas galorromances: que incluyen a las lenguas d'Oïl y a las variedades idioma franco-provenzal.
    - lenguas occitanorromances: Lenguas de Oc (occitano-gascón) y catalán.
    - lenguas italorromances: como el corso ampliamente usado en Córcega.
    - lenguas galoitálicas: se encuentran dos variedades en Córcega, el bonifaciano de Bonifacio que es una subvariedad del genovés y el calvés hablado en Calvi también relacionado con el ligur.

  - Lenguas germánicas, que incluye lenguas de tres subgrupos:
    - Bajogermánico: representado por el neerlandés-flamenco en Flandes francés.
    - Altogermánico central (alto franconio): representado por el luxemburgués, el moselano y el fráncico renano-lorenés.
    - Altogermánico superior: representado por el alsaciano de Alsacia, el alemán suizo de y el walser (valaisan) de Vallorcine. Y el Idioma yeniche de los yeniches.

  - Lenguas célticas: con el idioma bretón como único representante. Es importante notar que el bretón no es descendiente directo del antiguo idioma galo, sino que su presencia en el territorio de la actual Francia se debe a una colonización del celta insular procedente de las islas británicas.
  - Lenguas griegas: presentes en localidad de Cargèse (Καργκέζε) en Córcega.
- Euskera, en el País Vasco francés en el extremo suroeste del país, junto a la frontera con España.

Fuera del territorio continental de Francia, se habla corso e italiano en Córcega.

### Francia de ultramar
Fuera del continente europeo existen numerosos territorios bajo administración francesa en los cuales además del francés oficial se hablan otras lenguas autóctonas:
- Oceanía, en diversos territorios de Oceanía bajo administración francesa como Nueva Caledonia, Wallis y Futuna y Polinesia Francesa se hablan lenguas austronesias.
- En El Caribe se hablan diversos criollos de base francesa como el criollo antillano (Guadalupe, Martinica, San Martín, San Bartolomé); el criollo guayanés en Guayana Francesa. También se hablan lenguas indígenas de América en Guyana francesa entre ellos lenguas arawak (arawak-lokono, palikur), lenguas caribes (kari'ña, wayana) y lenguas tupí-guaraníes (wayampi, emerillon), así como diversos criollos de base inglesa como (el saamáka, el ndyuka, el paamákay el aluku). También existe una comunidad importante de hmong njua.
- En el Océano Índico: lenguas bantúes como el shimaore, el shindzwani y el shimwali, dialectos malgaches kibushi y kiantalaotsi, y árabe todos ellos en Mayotte; Criollo de Reunión en Reunión.

### Lenguas de la inmigración
De acuerdo con las estadísticas oficiales de 2008, en Francia residían 5,6 millones de inmigrantes de la Unión Europea (entre primera y segunda generación), los principales países europeos que aportan inmigración son, por este orden: Portugal, Italia y España (por lo que habría casi 1 millón de hablantes de estas lenguas en Francia o como primera o como segunda lengua). Otros contingentes de europeos que tienen poblaciones importante en Francia hablan polaco, rumano, ruso, serbio y  checo, pero existen muchos más hablantes de español, portugués o italiano.
Tras los europeos, la siguiente región que más migrantes ha aportado a Francia es el Magreb, entre primera y segunda generación hay 1,7 millones de hablantes de árabe argelino, 1,3 millones de árabe marroquí y algo más de medio millón de hablantes de árabe tunecino. Por lo que las variantes de árabe magrebí tendrían en Francia cerca de 3,5 millones de hablantes (que supera en mucho el número de hablantes de otras lenguas regionales autóctonas de Francia). Una parte importante de la población procedente del norte de África habla lenguas bereberes. Además existe casi medio millón de turcos de primera y segunda generación en Francia.
Además de inmigración procedente de países mediterráneos, en Francia también hay establecidas importantes comunidades de China (que hablan mandarín y wu) y también comunidades procedentes de África subsahariana, en especial existen hablantes de lenguas mandé y también existen contingentes importante de lenguas de Camerún y también lenguas bantúes.

## Estatus oficial
Ninguna de estas lenguas regionales cuentan con la misma protección y promoción en Francia que por ejemplo algunas de las de España. En el sistema educativo francés las lenguas distintas del francés incluso gozan de menos favor (por ejemplo las escuelas de enseñanza en catalán -escoles bressola- se financian con donaciones provenientes de instituciones y ciudadanos españoles o franceses a título personal).
Algunos franceses estudian o conocen idiomas extranjeros, principalmente las lenguas de sus países vecinos: inglés, español, alemán e italiano, en ese orden.
El francés se considera oficialmente el principal vehículo de integración ciudadana en Francia. Los inmigrantes, sin embargo, no son completamente inusuales los sonidos y voces en sus propias lenguas, destacando entre ellas el árabe en sus variantes magrebíes.
En junio de 2008 la Academia francesa se manifestó en contra de la inclusión de las lenguas regionales francesas en la Constitución de este país alegando que es algo que "atenta contra la identidad nacional".

## Lenguas desaparecidas
Además de las lenguas modernas en la Antigüedad y en la Edad Media se hablaron en Francia otras lenguas. Algunas de ellas tienen descendientes modernos, otras lenguas desaparecieron sin dejar descendientes conocidos.

### Antigüedad
- Lenguas griegas. En la antigüedad sobre la costa sur de Francia existieron diversos asentamientos griegos en los que se hablaron variedades de griego jónico, entre estos enclaves están: Agathe, Masalia, Nicea, Antípolis y Olbia.
- Latín popular que inicialmente se restringió a las ciudades y asentamientos romanos, y gradualmente mediante la extensión de bilingüismos se estableció en gran parte del territorio como lengua principal mucho antes de las invasiones germánicas.
  - Francés antiguo, antecesor del francés medio y el moderno francés.
- Lenguas gálicas, por el tiempo de la guerra de las Galias, retratada por Julio César en su De bello Gallico, el territorio de Francia estaba dividido entre numerosos pueblos celtas independientes entre sí. No se conocen con precisión las lenguas de cada grupo, pero presumiblemente todos ellos hablaban variedades celtas del idioma galo, aunque naturalmente habría habido alguna variación dialectal entre ellos.
- Lenguas preindoeuropeas, en el territorio de Francia existe evidencia de al menos dos lenguas diferentes:
  - idioma ibérico confinado a la parte occidental de la región pirenaica.
  - idioma aquitano, antecesor del vasco moderno, y que se extendía desde los Pirineos y por gran parte la extensa región de Aquitania.

### Edad Media
- Lenguas germánicas:
  - Antiguo fráncico que sería la lengua de los francos que dominaron el norte de la Galia durante varios siglos. Esta lengua sobrevivió durante siglos como la lengua étnica de la nobleza germánica de Francia. El antiguo fráncico se asume es una especie de antecesor del moderno neerlandés.
  - Burgundio, una lengua germánica oriental emparentada con la de los godos, que hablaba la nobleza germánica que se estableció en Borgoña (< Burgundia)
  - Gótico, hablado por los visigodos que inicialmente establecieron la capital de su reino en Tolosa.
- lenguas neorromances
  - Latín tardío, proto-galorromance, proto-occitanorromance
  - Francés antiguo, antecesor del francés medio y el moderno francés.